# Elliptio errans
Elliptio errans är en musselart som först beskrevs av I. Lea 1834.  Elliptio errans ingår i släktet Elliptio och familjen målarmusslor. IUCN kategoriserar arten globalt som livskraftig. Inga underarter finns listade i Catalogue of Life.